# Adrian Hope (4e marquis de Linlithgow)
Ne doit pas être confondu avec Adrian Hope.
Adrian John Charles Hope, 4e marquis de Linlithgow (né le 1er juillet 1946), titré vicomte Aithrie jusqu'en 1952 et comte de Hopetoun entre 1952 et 1987, est un noble britannique. Le siège de sa famille est Hopetoun House, près d'Édimbourg, en Écosse. 

## Famille
Lord Linlithgow est le fils de Charles Hope (3e marquis de Linlithgow), et de Vivien Kenyon-Slaney (1918-1964). Il fait ses études au Collège d'Eton.
Lord Linlithgow est marié trois fois. Il épouse Anne Pamela Leveson, fille d'Arthur Edmund Leveson et de Margaret Ruth Maude, le 9 janvier 1968. Le couple a deux enfants avant de divorcer en 1978.
- Andrew Victor Arthur Charles Hope, comte de Hopetoun (né le 22 mai 1969) ; épouse Skye Laurette Bovill, fille du major Bristow Charles Bovill et Kerry Anne Reynolds, le 10 juillet 1993. Le couple a quatre enfants.
- Alexander John Adrian Hope (né le 3 février 1971)

Il se remarie à Peta Carol Binding, fille de Charles Victor Ormond Binding, en 1980. Ils ont deux enfants. Ils divorcent en 1997.
- Louisa Civienne Hope (née le 16 avril 1981)
- Robert Charles Robin Adrian Hope (né le 17 janvier 1984)

Il épouse, en troisièmes noces, Auriol Veronica Mackeson-Sandbach, fille du capitaine Graham Lawrie Mackeson-Sandbach et de Geraldine Pamela Violet Sandbach, le 1er novembre 1997. Lui et Auriol Veronica Mackeson-Sandbach divorcent en 2007.
Le marquis actuel devrait être remplacé par son fils aîné, Andrew, comte d'Hopetoun. Lord Hopetoun est marié à Skye Bovill, aujourd'hui comtesse de Hopetoun. Il est un ancien Page d'honneur de la reine Elizabeth la reine mère.
Lord et Lady Hopetoun vivent à Hopetoun House et le 4e marquis vit sur le domaine.